# Число Шервуда
Число Шервуда (англ. Sherwood number; нім. Scherwood-Zahl f) — безрозмірний критерій подібності для масообміну, рівний відношенню конвективного перенесення до дифузії :
Sh = kd / D
де k — коефіцієнт масообміну, м/с; d — діаметр частинки, м; D — коефіцієнт дифузії, м2/с.
Названо в честь американського інженера-хіміка Томаса Кілгора Шервуда (Thomas Kilgore Sherwood).
З використанням просторового аналізу, Число Шервуда також може бути додатково визначене як функція числа Рейнольдса і Шмідта :
{\displaystyle \mathrm {Sh} =f(\mathrm {Re} ,\mathrm {Sc} )}
Наприклад, для однієї області може бути застосовано вираз як:
{\displaystyle \mathrm {Sh} =\mathrm {Sh} _{0}+C\,\mathrm {Re} ^{m}\,\mathrm {Sc} ^{\frac {1}{3}}}
де {\displaystyle \mathrm {Sh} _{0}} є число Шервуда тільки завдяки природній конвекції, а не вимушеній конвекції.
Крім того, застосовують рівняння Фроесслінга (Froessling):
{\displaystyle \mathrm {Sh} =2+0.552\,\mathrm {Re} ^{\frac {1}{2}}\,\mathrm {Sc} ^{\frac {1}{3}}}